# Guindrecourt-aux-Ormes
Guindrecourt-aux-Ormes là một xã thuộc tỉnh Haute-Marne trong vùng Grand Est đông bắc nước Pháp. Xã này nằm ở khu vực có độ cao trung bình 288 mét trên mực nước biển.